# Heubécourt-Haricourt
 Heubécourt-Haricourt  là một xã thuộc tỉnh Eure trong vùng Normandie miền bắc nước Pháp.